# Quảng Phú, thành phố Quảng Ngãi
Quảng Phú là một phường thuộc thành phố Quảng Ngãi, tỉnh Quảng Ngãi, Việt Nam.
Phường Quảng Phú có diện tích 7,27 km², dân số năm 2001 là 16.220 người, mật độ dân số đạt 2.231 người/km².